# ワゲニア

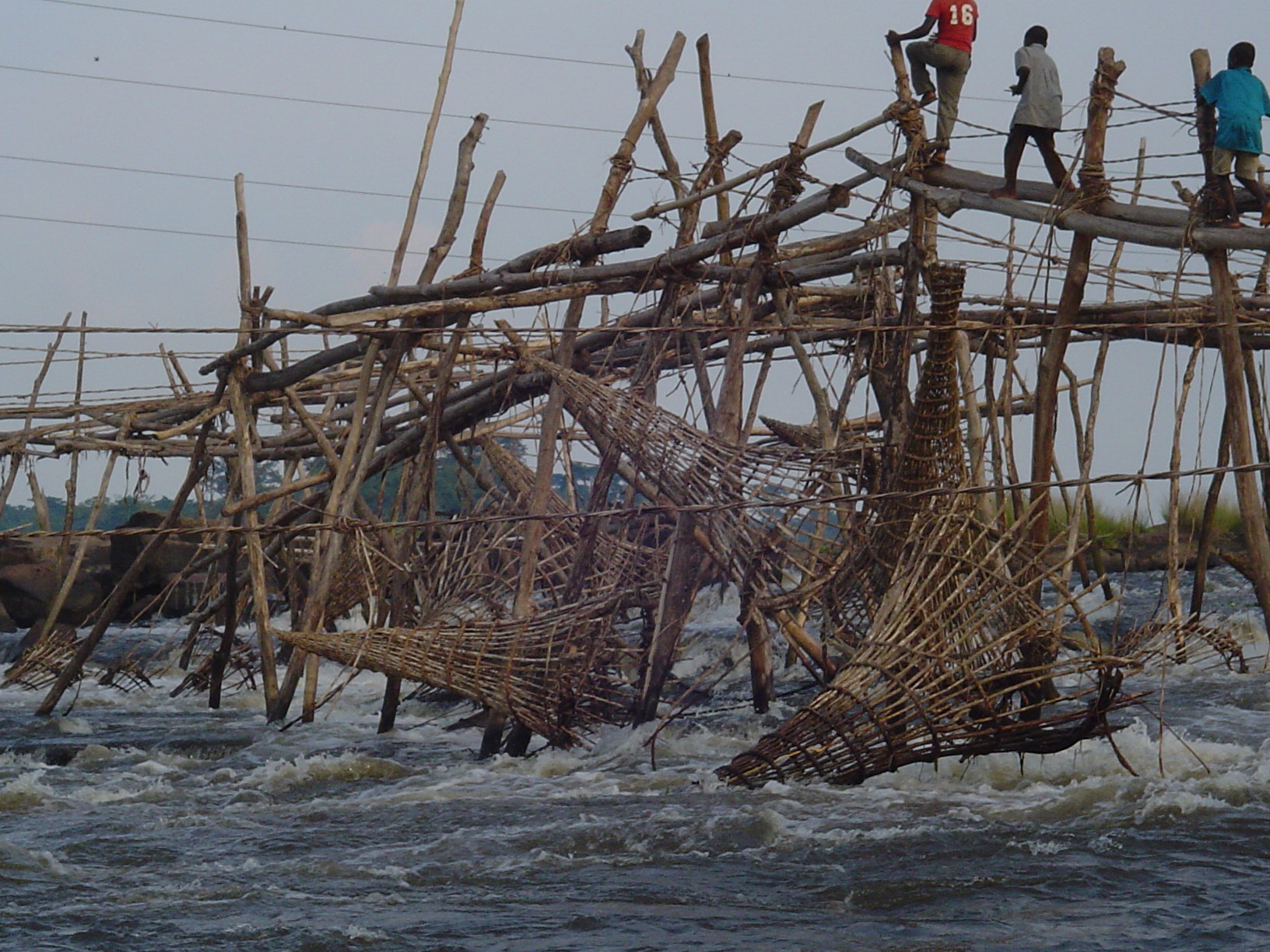
ワゲニア族の漁法。2005年撮影。

ワゲニア (Wagenya) は、コンゴ民主共和国北部、キサンガニ近郊の地名、また、その地に住む部族の名称。1871年に当地を訪れたデイヴィッド・リヴィングストンは、「バゲニア族 (the Bagenya)」としてこの部族についての言及を残した。
ワゲニアでは、コンゴ川の河床が岩石面の浅瀬になっており、これより上流への船舶の遡行はできず、急流が形成されている。
何世紀もの間、この地に住む人々は、独特の手法で漁労を続けてきた。彼らは木製の三脚台を使った大規模な仕掛けを川を横切って架設する。三脚台は、河床の岩石面に水流によって自然に削り込まれた甌穴に固定される。この三脚台には、大きな籠がいくつも据えられており、これを梁として急流に下し、魚をとる。
この漁法は、籠が大きく、おもに大きい魚だけが梁にかかる、選択的な漁法である。
ワゲニア族の成人男性は、日に2回、この籠を引き揚げて、魚が捕らえられているかを確認し、魚が入っていれば、誰かが流れの中に入って捕らえた魚を取り出す。
毎日、一日の終わりには、この古い漁法によって得られた漁獲が、作業に直接は加わらなかった者も含め、家族全員に分けられる。
個人が自分の籠を設置することができる位置は、不動産としての土地と同じように、代々相続されている。
梁を使った漁だけでなく、木製カヌーを用いた漁も行なわれている。

## 日本のテレビ番組における紹介
日本では、2013年12月30日にテレビ東京系列で放送された『所さんのビックリ村!〜こんなトコロになぜ?〜』では大鶴義丹が、2014年4月4日に日本テレビ系列で放送された『ネプ&イモトの世界番付』では、オードリーの春日俊彰が、それぞれ現地取材にあたった。